# Metopodicha
Metopodicha is een geslacht van vlinders van de familie uilen (Noctuidae), uit de onderfamilie Cuculliinae.

## Soorten
- M. achaemenica Wiltshire, 1941
- M. ernesti Draudt, 1936
- M. longicornis Boursin, 1957